# Општина Мовилени (Јаши)
Мовилени (рум. Movileni) општина је у Румунији у округу Јаши.
Oпштина се налази на надморској висини од 72 m.